# Непоследовательность Непоследовательности
Непоследовательность непоследовательности (араб. تهافت التهافت‎ «Тахафут аль-Тахафут») — трактат андалузского мусульманского энциклопедиста и философа Ибн Рушда (1126—1198), в котором автор защищает использование аристотелизма в исламской философии.

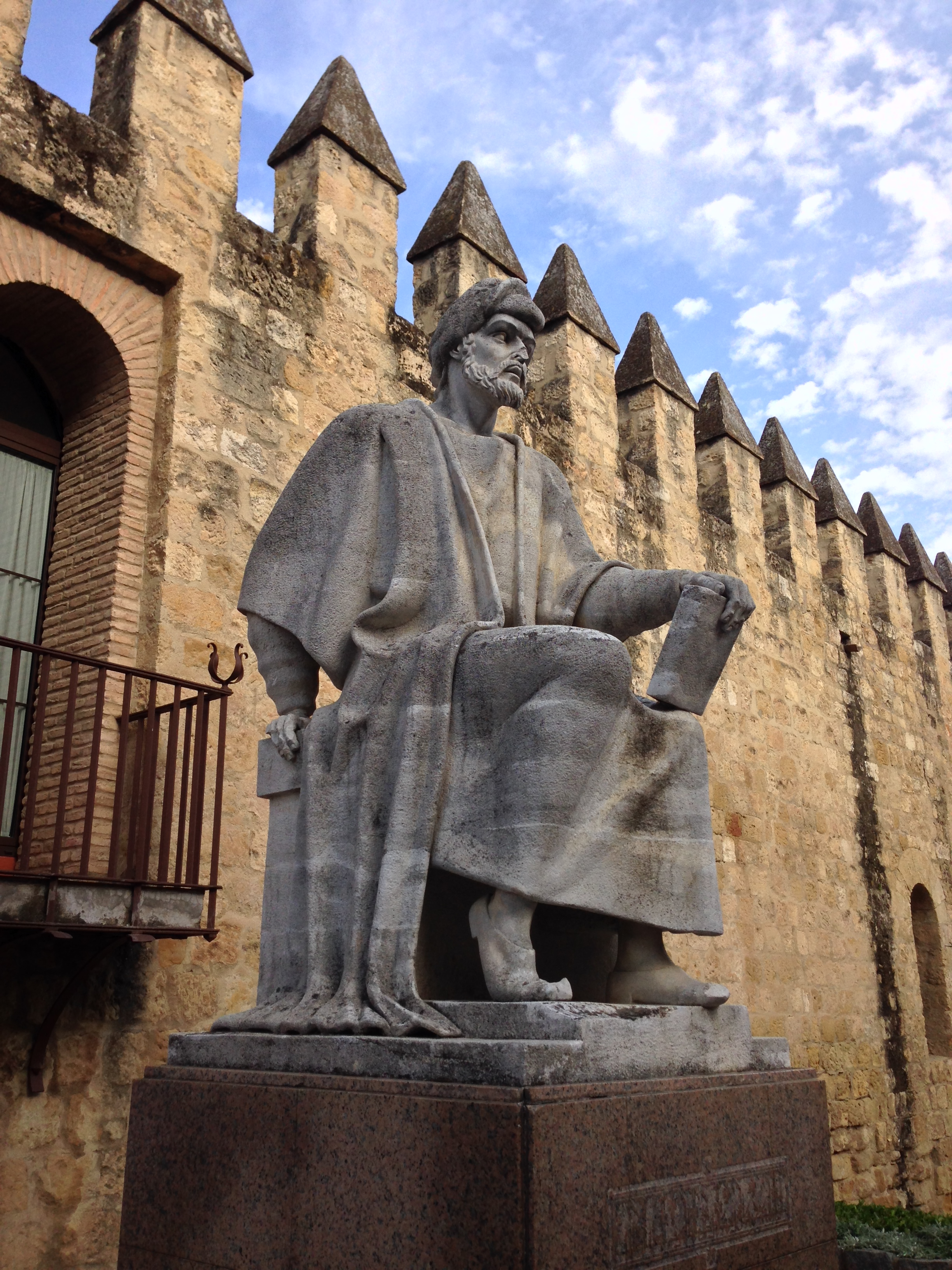
Статуя Ибн Рушда в Кордове, Испания

Трактат Ибн Рушда является критическим ответом на трактат «Непоследовательности философов» (араб. تهافت الفلاسفة‎ «Тахафут аль-Фаласифа») Аль-Газали, защищая аристотелевскую философию от исламской теологической критики.

## Содержание
Трактат составлен в формате диалога, оспаривающего тезисы Аль-Газали.
Ибн Рушд утверждает, что четкое определение терминов имеет важное значение для корректного рассуждения. На основании определений Ибн Рушд обосновывает совместимость философия Аристотеля с исламом.

## Влияние на светскую мысль
Интеллектуальный вклад Ибн Рушда оказал глубокое влияние на европейскую философскую мысль в эпоху Возрождения. Его идеи, особенно о взаимоотношениях веры и разума, сформировали развитие схоластической философии, бросив вызов существующим рамкам средневековой мысли. В Западной Европе философские труды Ибн Рушда были хорошо приняты христианскими и иудейскими богословами и дали начало философской школе аверроизма.